# Ataguía

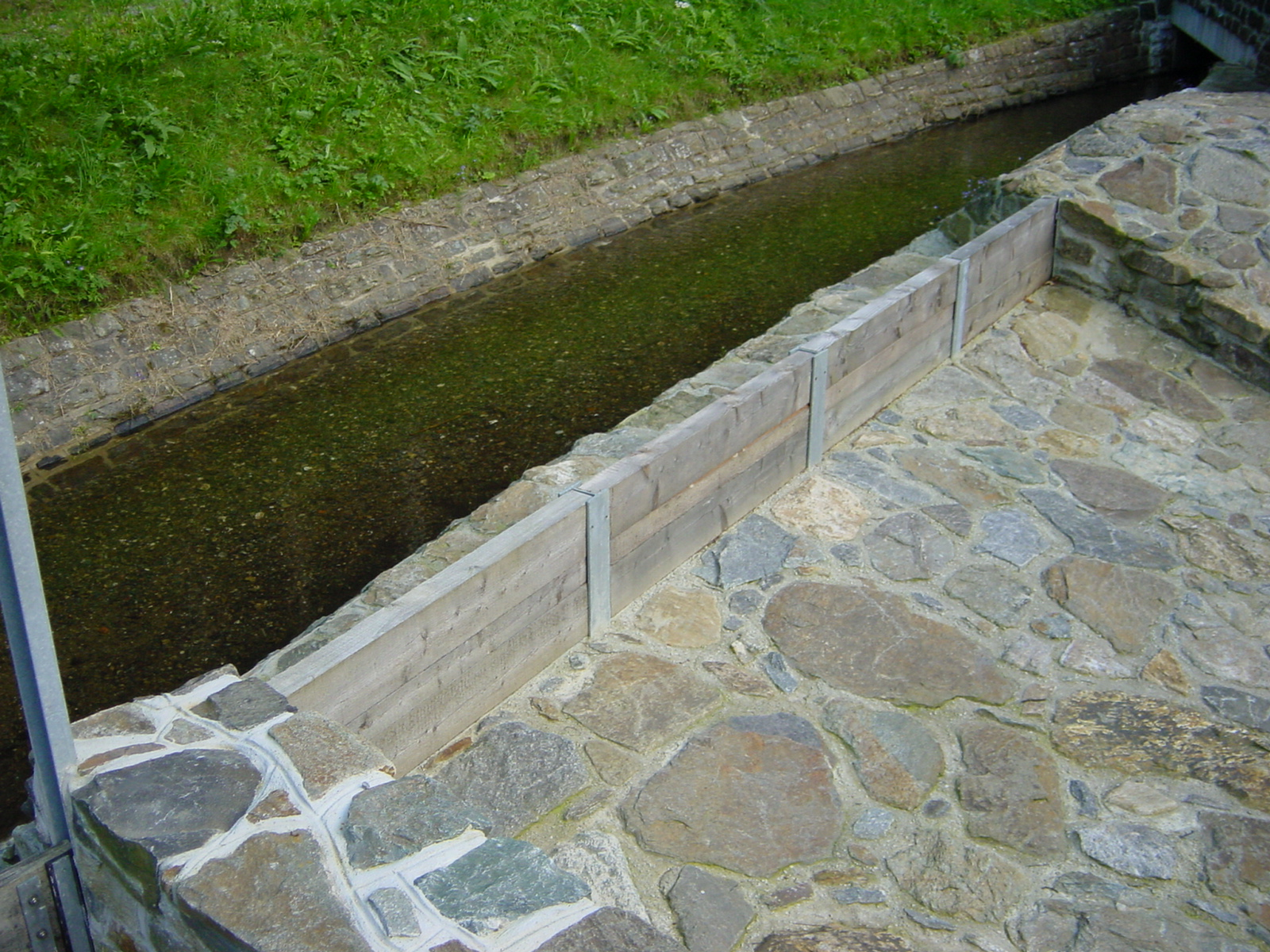
Pequeña ataguía de madera.

Las ataguías son elementos, generalmente temporales, que se usan para encauzar flujos de agua. Su uso es común cuando se realizan obras de infraestructura en cauces de ríos, y surge la necesidad de desviar el flujo de agua, para conseguir un área de trabajo seca. Las ataguías de tierra consisten en pequeñas presas de tierra compactada, confinadas con algún tipo de encofrado y con alma de un material impermeable.